# A Musical History
A Musical History es una caja recopilatoria del grupo norteamericano The Band, publicada por el sello discográfico Capitol Records en septiembre de 2005. La caja incluye 111 temas repartidos en cinco CD y un DVD, que abarcan dieciséis años de la carrera musical del grupo, desde sus días con Ronnie Hawkins y Bob Dylan hasta la primera disolución del grupo y la marcha de Robbie Robertson. La colección incluye los éxitos más representativos de los siete álbumes de estudio y los dos discos en directo que el grupo publicó entre 1968 y 1977, así como material inédito.

## Contenido
El primer disco se enfoca en el periodo entre 1961 y 1968, e incluye cuatro de los cinco sencillos que el grupo grabó en 1965. Abre con dos temas grabados con una primera encarnación del grupo, con Rick Danko, Robbie Robertson y Levon Helm respaldando a Ronnie Hawkins, y se traslada a las primeras grabaciones del grupo sin el cantante, con el liderazgo vocal de Helm. El disco incluye los trabajos grabados como The Canadian Squires y Levon & The Hawks, así como sesiones con Bob Dylan (mayoritariamente sin Helm) y demos. Estas grabaciones constituyen una parte de la lista de canciones a publicar en el set From Bacon Fat to Judgement Day, que recoge la historia musical del grupo entre 1957 y 1967.
El segundo disco incluye material de 1968 procedente del álbum Music from Big Pink, así como tomas descartadas y maquetas de las sesiones. El disco se cierra con una canción grabada con Dylan en el concierto tributo a Woody Guthrie, donde el grupo tocó con el nombre de «The Crackers», así como varios temas de The Basement Tapes (1975).
El tercer disco recoge canciones grabadas entre 1969 y 1971. Incluye doce temas del álbum The Band y cinco de Stage Fright, además de varias versiones en directo y una toma descartada de «4% Pantomime», incluida en Cahoots (1971).
El cuarto disco enfoca el trabajo de The Band entre 1971 y 1973. Abre con tomas alternativas de cuatro canciones de Cahoots y temas grabados en directo durante los cuatro conciertos que el grupo ofreció en el Academy of Music en 1972, la mayoría extraídos de Rock of Ages y uno de ellos inédito hasta la fecha. El disco finaliza con tres temas grabados durante sesiones entre 1972 y 1973, dos de ellos inéditos y uno procedente del álbum Moondog Matinee.
El quinto y último disco incluye temas grabados entre 1973 y 1976. Abre con tres temas y un descarte de Moondog Matinee, continúa con varias canciones grabadas con Bob Dylan y publicadas en Planet Waves y Before the Flood, e incluye tres de los ocho temas publicados en Northern Lights-Southern Cross (1975). El disco finalizar con varios temas grabados en directo y en el estudio para The Last Waltz (1978).
El DVD incluye varias interpretaciones del grupo entre 1970 y 1976, entre las que se incluyen la aparición de The Band en el programa Saturday Night Live en 1976, dos canciones interpretadas en el Estadio de Wembley, un tema de las sesiones que dieron lugar a Rock of Ages, dos canciones interpretadas en el 1970 Festival Express y un video promocional. 

## Lista de canciones
Todas las canciones escritas y compuestas por Robbie Robertson excepto donde se anota. 
| Disco uno |                                                                            |                         |          |  |
| N.º       | Título                                                                     | Escritor(es)            | Duración |  |
| 1.        | «Who Do You Love» (Ronnie Hawkins & The Hawks)                             | E. McDaniel             | 2:40     |  |
| 2.        | «You Know I Love You» (Ronnie Hawkins & The Hawks)                         | J. Reed,                | 2:44     |  |
| 3.        | «Further On Up The Road» (The Hawks)                                       | D. Robey, J. Veasey,    | 3:06     |  |
| 4.        | «Nineteen Years Old» (The Hawks)                                           | M. Morganfield          | 4:12     |  |
| 5.        | «Honky Tonk» (Levon & The Hawks)                                           | D. Robey                | 3:02     |  |
| 6.        | «Bacon Fat» (Levon & The Hawks)                                            | G. Hudson, R. Robertson | 2:38     |  |
| 7.        | «Robbie's Blues» (Levon & The Hawks)                                       | The Hawks               | 3:37     |  |
| 8.        | «Leave Me Alone» (The Canadian Squires)                                    |                         | 2:37     |  |
| 9.        | «Uh Uh Uh» (The Canadian Squires)                                          |                         | 2:21     |  |
| 10.       | «He Don't Love You (And He'll Break Your Heart)» (Levon & The Hawks)       |                         | 2:37     |  |
| 11.       | «(I Want To Be) The Rainmaker» (Levon & The Hawks)                         |                         | 2:59     |  |
| 12.       | «The Stones I Throw» (Levon & The Hawks)                                   |                         | 1:07     |  |
| 13.       | «The Stones I Throw (Will Free All Men» (Levon & The Hawks)                |                         | 2:06     |  |
| 14.       | «Go Go, Liza Jane» (Levon & The Hawks)                                     | Tradicional             | 2:11     |  |
| 15.       | «Can You Please Crawl Out Your Window?» (Bob Dylan with Levon & The Hawks) | B. Dylan                | 3:32     |  |
| 16.       | «Tell Me, Momma» (Bob Dylan & The Hawks)                                   | B. Dylan                | 4:05     |  |
| 17.       | «Just Like Tom Thumb's Blues» (Bob Dylan & The Hawks)                      | B. Dylan                | 5:36     |  |
| 18.       | «Words And Numbers»                                                        | R. Manuel               | 4:09     |  |
| 19.       | «You Don't Come Through»                                                   |                         | 2:03     |  |
| 20.       | «Beautiful Thing»                                                          | R. Manuel               | 1:41     |  |
| 21.       | «Caledonia Mission»                                                        |                         | 2:29     |  |
| 22.       | «Odds And Ends» (Bob Dylan & The Hawks)                                    | B. Dylan                | 1:46     |  |
| 23.       | «Ferdinand The Impostor»                                                   |                         | 4:06     |  |
| 24.       | «Ruben Remus»                                                              | R.Manuel, R. Robertson  | 3:13     |  |
| 25.       | «Will the Circle Be Unbroken»                                              | Tradicional             | 0:55     |  |

| Disco dos |                                             |                                  |          |  |
| N.º       | Título                                      | Escritor(es)                     | Duración |  |
| 1.        | «Katie's Been Gone»                         | Richard Manuel, Robbie Robertson | 2:45     |  |
| 2.        | «Ain't No More Cane»                        | Traditional                      | 3:58     |  |
| 3.        | «Don't Ya Tell Henry»                       | Bob Dylan                        | 3:13     |  |
| 4.        | «Tears of Rage»                             | Bob Dylan, Richard Manuel        | 5:21     |  |
| 5.        | «To Kingdom Come»                           |                                  | 3:57     |  |
| 6.        | «In A Station»                              | Richard Manuel                   | 3:31     |  |
| 7.        | «The Weight»                                |                                  | 4:36     |  |
| 8.        | «We Can Talk»                               | Richard Manuel                   | 3:03     |  |
| 9.        | «Long Black Veil»                           | D. Dill, M. J. Wilkin            | 3:03     |  |
| 10.       | «Chest Fever»                               |                                  | 5:15     |  |
| 11.       | «Lonesome Suzie» (Versión alternativa)      | Richard Manuel                   | 2:57     |  |
| 12.       | «This Wheel's on Fire»                      | Bob Dylan, Rick Danko            | 3:11     |  |
| 13.       | «I Shall Be Released»                       | Bob Dylan                        | 3:12     |  |
| 14.       | «Yazoo Street Scandal»                      |                                  | 3:54     |  |
| 15.       | «I Ain't Got No Home» (En directo)          |                                  | 3:44     |  |
| 16.       | «Orange Juice Blues»                        | Richard Manuel                   | 3:18     |  |
| 17.       | «Baby Lou»                                  | J. Drew                          | 3:38     |  |
| 18.       | «Long Distance Operator» (Versión completa) | Bob Dylan                        | 4:32     |  |
| 19.       | «Key To The Highway»                        | W. Broonzy, C. Segar             | 2:22     |  |
| 20.       | «Bessie Smith»                              | Rick Danko, Robbie Robertson     | 4:17     |  |

| Disco tres |                                                  |                                   |          |  |
| N.º        | Título                                           | Escritor(es)                      | Duración |  |
| 1.         | «Across The Great Divide»                        |                                   | 2:53     |  |
| 2.         | «Rag Mama Rag»                                   |                                   | 3:05     |  |
| 3.         | «The Night They Drove Old Dixie Down»            |                                   | 3:33     |  |
| 4.         | «When You Awake»                                 | Richard Manuel, Robbie Robertson  | 3:15     |  |
| 5.         | «Up on Cripple Creek»                            |                                   | 4:34     |  |
| 6.         | «Whispering Pines»                               | Richard Manuel, Robbie Robertson  | 3:57     |  |
| 7.         | «King Harvest (Has Surely Come)»                 |                                   | 3:37     |  |
| 8.         | «Get Up Jake»                                    |                                   | 2:16     |  |
| 9.         | «Jemima Surrender» (Maqueta)                     |                                   | 3:47     |  |
| 10.        | «Daniel & The Sacred Harp» (Versión alternativa) |                                   | 4:21     |  |
| 11.        | «Time To Kill»                                   |                                   | 3:26     |  |
| 12.        | «All La Glory» (Versión primeriza)               |                                   | 3:24     |  |
| 13.        | «The Shape I'm In»                               |                                   | 4:02     |  |
| 14.        | «Stage Fright»                                   |                                   | 3:43     |  |
| 15.        | «The Rumor»                                      |                                   | 4:14     |  |
| 16.        | «Slippin' & Slidin'» (En directo)                |                                   | 3:21     |  |
| 17.        | «Don't Do It»                                    | E. Holland, L. Dozier, B. Holland | 3:46     |  |
| 18.        | «Strawberry Wine» (En directo)                   | Levon Helm, Robbie Robertson      | 3:46     |  |
| 19.        | «Rockin' Chair» (En directo)                     |                                   | 4:12     |  |
| 20.        | «Look Out Cleveland» (En directo)                |                                   | 3:33     |  |
| 21.        | «4% Pantomime» (Versión primeriza)               | Van Morrison, Robbie Robertson    | 6:01     |  |

| Disco cuatro |                                                                 |                                          |          |  |
| N.º          | Título                                                          | Escritor(es)                             | Duración |  |
| 1.           | «Life is a Carnival»                                            | Rick Danko, Levon Helm, Robbie Robertson | 3:55     |  |
| 2.           | «When I Paint My Masterpiece»                                   | Bob Dylan                                | 4:21     |  |
| 3.           | «The Moon Struck One»                                           |                                          | 4:09     |  |
| 4.           | «The River Hymn»                                                |                                          | 4:39     |  |
| 5.           | «Don't Do It» (En directo)                                      | E. Holland-L. Dozier-B. Holland          | 4:36     |  |
| 6.           | «Caledonia Mission» (En directo)                                |                                          | 3:22     |  |
| 7.           | «Smoke Signal» (En directo)                                     |                                          | 5:09     |  |
| 8.           | «The Unfaithful Servant» (En directo)                           |                                          | 4:41     |  |
| 9.           | «The W. S. Walcott Medicine Show» (En directo)                  |                                          | 4:05     |  |
| 10.          | «The Genetic Method» (En directo)                               | Garth Hudson                             | 7:31     |  |
| 11.          | «Chest Fever» (En directo)                                      |                                          | 5:04     |  |
| 12.          | «(I Don't Want To Hang Up My) Rock 'N' Roll Shoes» (En directo) | Chuck Willis                             | 4:30     |  |
| 13.          | «Loving You (Is Sweeter Than Ever)» (En directo)                | I. Hunter, S. Wonder,                    | 3:35     |  |
| 14.          | «Endless Highway»                                               |                                          | 5:07     |  |
| 15.          | «Move Me»                                                       | Rick Danko                               | 2:57     |  |
| 16.          | «Two Piano Song»                                                |                                          | 4:12     |  |
| 17.          | «Mystery Train»                                                 | H. Parker, Jr., S. Phillips              | 5:33     |  |

| Disco cinco |                                                              |                      |          |  |
| N.º         | Título                                                       | Escritor(es)         | Duración |  |
| 1.          | «Ain't Got No Home»                                          | C. Henry             | 3:24     |  |
| 2.          | «Share Your Love»                                            | A. Briggs, D. Malone | 2:54     |  |
| 3.          | «Didn't It Rain»                                             | Tradicional          | 3:18     |  |
| 4.          | «Forever Young» (Bob Dylan & The Band)                       | Bob Dylan            | 4:56     |  |
| 5.          | «Rainy Day Women#12 & 35» (Bob Dylan & The Band, en directo) | Bob Dylan            | 3:37     |  |
| 6.          | «Highway 61 Revisited» (Bob Dylan & The Band, en directo)    | Bob Dylan            | 3:55     |  |
| 7.          | «Ophelia»                                                    |                      | 3:31     |  |
| 8.          | «Acadian Driftwood»                                          |                      | 6:41     |  |
| 9.          | «It Makes No Difference»                                     |                      | 6:32     |  |
| 10.         | «Twilight»                                                   |                      | 3:25     |  |
| 11.         | «Christmas Must Be Tonight»                                  |                      | 3:36     |  |
| 12.         | «The Saga Of Pepote Rouge»                                   |                      | 4:13     |  |
| 13.         | «Livin' In A Dream»                                          |                      | 2:51     |  |
| 14.         | «Forbidden Fruit» (En directo)                               |                      | 5:39     |  |
| 15.         | «Home Cookin'»                                               | Rick Danko           | 3:44     |  |
| 16.         | «Out Of The Blue»                                            |                      | 3:20     |  |
| 17.         | «Evangeline» (The Band & Emmylou Harris)                     |                      | 3:10     |  |
| 18.         | «The Night They Drove Old Dixie Down» (En directo)           |                      | 4:32     |  |
| 19.         | «The Weigh» (The Band & The Staples)                         |                      | 4:36     |  |

| DVD |        |              |          |  |
| N.º | Título | Escritor(es) | Duración |  |

## Personal
The Band
- Rick Danko: bajo, guitarra, cello, trombón, violín y voz
- Levon Helm: batería, mandolina, armónica, guitarra, bajo, percusión y voz
- Garth Hudson: órgano, piano, clavinet, acordeón, sintetizador y saxofón
- Richard Manuel: piano, órgano, clavinet, armónica, percusión y voz
- Robbie Robertson: guitarra, piano, armónica y voz

Otros músicos
- Byron Berline: violín
- Roy Buchanan: guitarra y bajo
- Rich Cooper: trompeta y fliscorno
- Bob Dylan: voz, guitarra y armónica
- Joe Farrell: saxofón y corno inglés
- Jim Gordon: saxofón, flauta y clarinete
- Emmylou Harris: guitarra y voz
- Ronnie Hawkins: voz
- Jerry Hey: trompeta y fliscorno
- Howard Johnson: saxofón, tuba, bombardino y arreglos de viento
- Mickey Jones: batería
- Charlie Keagle: saxofón, flauta y clarinete
- Tom Malone: trombón, bombardino y flauta
- Earl McIntyre: trombón
- Van Morrison: voz en «4% Pantomime»
- Billy Mundi: batería
- Larry Packer: violín eléctrico en «The Night They Drove Old Dixie Down»
- J. D. Parron: saxofón y clarinete
- Jerry Penfound: saxofón y flauta
- John Simon: tuba, piano y percusión
- Mavis Staples: voz en «The Weight»
- Roebuck "Pops" Staples: guitarra y voz en «The Weight»
- Allen Toussaint: arreglos de viento
- Snooky Young: trompeta y fliscorno
- Cleotha Staples y Yvonne Staples: voz en «The Weight»
- Libby Titus: coros en «The River Hymn»
- Dionne Warwick, Dee Dee Warwick y Cissy Houston: coros en «You Know I Love You»